# Половина ноте
Нота (лат. знак) је знак којим бележимо трајање тона или звука.
Облици нота су разноврсни:       итд. Њима одређујемо и бележимо различита трајања тонова. 
Половина ноте (фр. blanche)се пише незатамњеном јајоликом нотном главом којој се додаје усправна црта (нотни врат).
Дељењем половинске нотне вредности стварамо мање нотне вредности, што илуструје следећи пример:

## Чиме се продужава нотна вредност
Свака нотна вредност, па и половина ноте, може да се продужи:
1. тачком иза нотне главе
2. луком који спаја две исте висине
3. короном изнад или испод ноте